# 农业社会主义
农业社会主义（英語：Agrarian socialism），又称农村社会主义、土地社会主义或农民社会主义，主張農業財產的社會公有制而非私有制，具體包括對已集體化的農業用地的平均分配，並且帶有去中心化的、無政府主義的、在地化的、重視傳統價值的傾向。
農業社會主義致力於達成農業集體化，而非資本化的農業生產，來回應農民無地可耕和農業人口向都市的大量流動問題。因此，農村社會的生產資料效益的最大化就成了農業社會主義的首要問題，社群、共享和地方公有制也被常常提及。在後蘇聯時期的俄國，農民的組織是建立在高度密集的相互信任和相互依賴的關係網絡之上的，所以對僱傭關係需求就大大減少。民族主義也經常摻雜在農村社會主義之中，例如中日戰爭時期的民族主義政治宣傳。

## 歐洲

### 英國的掘地派
掘地派是17世紀英國的新教和異議組織。1649年，傑拉德·溫斯坦利和威廉·埃弗拉德等人從平等派中分裂出來，主張構建小型的、平等的農場社區。溫斯坦利認為，真正的自由仰賴於人對他的勞作和收穫，也就是對土地的利用。

### 俄国民粹主义传统与社会革命党

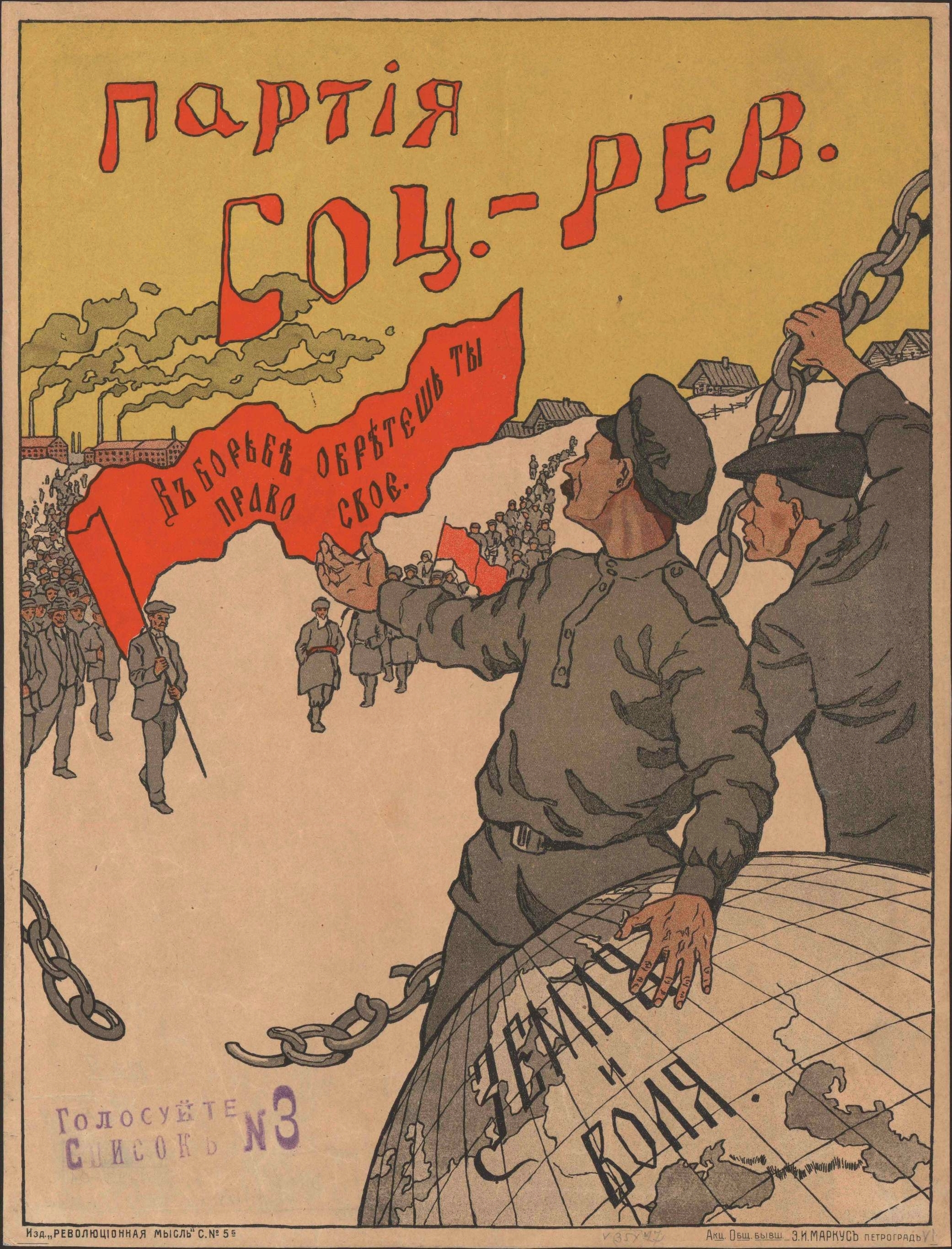
1917年社会主义革命党选举海报：红色标题为“партия соц-рев”（俄语），是社会主义革命党的缩写；旗帜上写着党的政綱В борьбе обретешь ты право свое（“在斗争中，你要夺取你的权利”），地球上的标语是земля и воля（“土地与自由”），表达了党的农业社会主义意识形态。

1917年二月革命后，社会革命党与自由党、社会民主党和其他社会主义政党成立了俄罗斯临时政府。同年11月，在俄罗斯制宪会议中贏得多數，而布尔什维克發動了革命，企圖消滅其他政黨並奪取政權，因而爆發了内战和對非布爾什維克的迫害。
1860至70年代，亚历山大·赫尔岑和彼得·拉夫罗夫，影響並發起了民粹派运动。在1880年代经历了一段衰落和边缘化之后，关于俄罗斯社会变革的民粹主义/民粹主义学派得到了复兴，并被一群被称为“新民粹派”（neonarodniki）的作家和活动家，特别是维克多·切尔诺夫所彻底改变。他们的主要创新是与马克思主义重新对话，并将一些关键的马克思主义概念融入他们的思想和实践。这样，随着1890年代俄罗斯的经济突飞猛进和工业化，他们试图扩大自己的吸引力，以吸引快速增长的城市劳动力参与他们传统的以农民为导向的计划。其目的是扩大“人民”的概念，使其涵盖社会中所有反对沙皇政权的元素。
党的纲领既是社会主义的又是民主的；它在俄罗斯农村农民中获得了很多支持，他们特别支持他们的土地社会化计划，而不是布尔什维克的土地国有化计划——在农民佃户之间分配土地，而不是专制国家管理中的集体化。他们的政策纲领与俄罗斯社会民主工党——布尔什维克和孟什维克——的不同之处在于它不是正式的马克思主义者（尽管它的一些理论家认为自己是马克思主义者）；社会革命党人认为“劳动农民”和工业无产阶级都是俄国的革命阶级，而布尔什维克认为工业无产阶级完全是革命的。俄罗斯的可持续发展理论根据生产资料的所有权来定义阶级成员身份，而切尔诺夫和其他社会责任理论家则根据从劳动中提取剩余价值来定义阶级成员身份。在第一个定义中，不雇用雇佣劳动的小农自给农民，作为土地所有者，是小资产阶级的成员；根据第二个定义，他们可以归为所有提供而不是购买劳动力的人，因此可以归为作为“工人阶级”一部分的无产阶级。然而，切尔诺夫认为无产阶级是“先锋队”，农民是革命军的“主体”。

## 毛泽东思想与土地均分
中国共产党在建国过程中曾实施了一系列的农业社会主义政策，期间曾提出过著名的“打土豪，分田地”的口号，力图推行土地改革，将农田的土地及生产资料无偿分发给贫下中农。但在1948年至1953年期间，中国共产党曾开展过对“农业社会主义”的批判。以毛泽东为首的中国共产党人曾数次批评农村所流行的农业社会主义，称其为反动的，落后的。认为其会破坏工商业，在分配土地的问题上主张绝对平均主义。其次，当时的毛泽东认为农民既是土地的私有者亦是劳动者，而农民也不愿集体化分到的土地，不能推行過大的削弱 ，农业社会主义主张对土地的控制权，更主張（中央）權利分散予農民，農業合作化運動對於毛澤東來說也更加困難。
毛泽东思想和传统马克思列宁主义的关键区别也在于农业社会主义。根据其理论，中国革命因当时中国为农业国，工业化水平极低的基本国情而导致模拟俄国城市的工人暴动失败，转而鼓动农民起来夺权，在农村建立根据地，进而武装夺取城市，即“农村包围城市”。具体实施办法，一、强调“枪杆子里面出政权”，党支部建到连上，实行党指挥枪，统一思想，整肃异己，形成军队效忠于党的局面。二、发动土地革命划分农村人口的成分，打倒地主，孤立富农，保护中农，“打土豪、分田地”，强制性再分配地主乡绅的土地和财产，调动劳动者的积极性。

## 延伸阅读
- Bissett, Jim, , University of Oklahoma Press, 2002
- Dejene, Alemneh, , Westview Press, 1987
- Lipset, Seymour, , University of California Press, 1971
- Wilkison, Kyle G., , Texas A&M University Press, 2008